# Філіп Зубчич
Філіп Зубчич (хорв. Filip Zubčić) — хорватський гірськолижник, призер чемпіонату світу. 
Срібну медаль чемпіонату світу Зубчич виборов у змаганнях із паралельного слалому на світовій першості 2021 року, що проходила в італійській Кортіні-д'Ампеццо.